# Pedro Bannen Pradel
Pedro Bannen Pradel (Concepción, 10 de mayo de 1845-Santiago, 20 de junio de 1935) fue un abogado y político radical chileno. 
Hijo de Pedro Bannen y de Margarita Pradel Velásquez. Se casó con Eduarda Mujica, y posteriormente con Aurora Correa. 
Estudió en el Liceo de Concepción y en la Universidad de Chile, donde juró como abogado el 8 de marzo de 1870. Ejerció su profesión y se dedicó también a la agricultura, por tradición familiar.

## Labor social
Fundador de la Sociedad de Instrucción Primaria de Concepción (1883). Fundador de una escuela para niños pobres (1899) y de la Sociedad Escuela de Proletarios (1900); organizador de la Fiesta del Árbol en las Escuelas de Proletarios (1905) y consejero de Estado (junio de 1909). 
En 1924 se publicó una edición ampliada y modificada de su Silabario Bannen, la que recibió muchos elogios aludiendo a que dicho silabario contenía nuevas riquezas en pedagogía y enseñanza práctica.

## Labor parlamentaria
- Diputado por Concepción en dos períodos consecutivos (1885-1888 y 1888-1891), integrando la comisión permanente de Constitución, Legislación y Justicia.
- Diputado por Concepción, Talcahuano y Coelemu en dos períodos consecutivos (1894-1897 y 1897-1900), integrando la comisión permanente de Educación y Beneficencia.
- Segundo Vicepresidente de la Cámara de Diputados (noviembre de 1891-enero de 1892).
- Senador por Biobío (1900-1906). Integró la comisión permanente de Gobierno y la de Hacienda e Industria.